# Pôle métropolitain Loire-Bretagne
Le pôle métropolitain Loire-Bretagne a été créé par arrêté préfectoral du 27 juillet 2012.

## Historique
Ce syndicat mixte fermé fédère quatre intercommunalités réparties sur quatre départements (Finistère, Ille-et-Vilaine, Loire-Atlantique et Maine-et-Loire) et deux régions (Bretagne et Pays de la Loire) : les trois métropoles de Rennes Métropole, Brest Métropole et Nantes Métropole et la communauté urbaine Angers Loire Métropole,.
Depuis  le 22 septembre 2020, sa présidence est confiée à Nathalie Appéré, également présidente de Rennes Métropole et maire de Rennes. Son siège est au 4 avenue Henri-Fréville à Rennes.
À la suite de l'arrêté préfectoral de la Loire-Atlantique du 25 mai 2021, la Communauté d'agglomération de la Région nazairienne et de l'Estuaire est retirée du pôle métropolitain au 31 mai 2021.

## Présentation
Le pôle totalise 118 communes qui regroupent un total de 1 700 000 habitants.
Nantes Métropole forme également avec cinq autres intercommunalités le pôle métropolitain Nantes - Saint-Nazaire.
Brest Métropole est également membre du pôle métropolitain Pays de Brest.
Angers Loire Métropole est également membre du Pôle métropolitain Loire Angers.

## Composition

### Composition intercommunale
| Département      | Intercommunalité       | Nombre de communes | Population (dernière pop. légale) | Superficie (km2) | Densité (hab./km2) |
| ---------------- | ---------------------- | ------------------ | --------------------------------- | ---------------- | ------------------ |
| Finistère        | Brest Métropole        | 8                  | 211 920                           | 218,40           | 971                |
| Maine-et-Loire   | Angers Loire Métropole | 29                 | 306 617                           | 666,70           | 460                |
| Loire-Atlantique | Nantes Métropole       | 24                 | 677 879                           | 523,40           | 1 295              |
| Ille-et-Vilaine  | Rennes Métropole       | 43                 | 467 858                           | 705,0            | 664                |

### Composition communale
| Nom                        | Code Insee | Département      | Gentilé                | Superficie (km2) | Population (dernière pop. légale) | Densité (hab./km2) | Modifier                                    |
| -------------------------- | ---------- | ---------------- | ---------------------- | ---------------- | --------------------------------- | ------------------ | ------------------------------------------- |
| Rennes (siège)             | 35238      | Ille-et-Vilaine  | Rennais                | 50,39            | 227 830 (2022)                    | 4 521              | modifier les données · modifier les données |
| Acigné                     | 35001      | Ille-et-Vilaine  | Acignolais             | 29,55            | 6 911 (2022)                      | 234                | modifier les données · modifier les données |
| Angers                     | 49007      | Maine-et-Loire   | Angevins               | 42,71            | 157 555 (2022)                    | 3 689              | modifier les données · modifier les données |
| Avrillé                    | 49015      | Maine-et-Loire   | Avrillais              | 15,84            | 15 225 (2022)                     | 961                | modifier les données · modifier les données |
| Basse-Goulaine             | 44009      | Loire-Atlantique | Goulainais             | 13,74            | 9 617 (2022)                      | 700                | modifier les données · modifier les données |
| Beaucouzé                  | 49020      | Maine-et-Loire   | Beaucouzéens           | 19,34            | 5 618 (2022)                      | 290                | modifier les données · modifier les données |
| Bécherel                   | 35022      | Ille-et-Vilaine  | Bécherellais           | 0,57             | 685 (2022)                        | 1 202              | modifier les données · modifier les données |
| Béhuard                    | 49028      | Maine-et-Loire   | Béhuardais             | 2,21             | 119 (2022)                        | 54                 | modifier les données · modifier les données |
| Betton                     | 35024      | Ille-et-Vilaine  | Bettonnais             | 26,73            | 12 775 (2022)                     | 478                | modifier les données · modifier les données |
| Bohars                     | 29011      | Finistère        | Boharsiens             | 7,27             | 3 671 (2022)                      | 505                | modifier les données · modifier les données |
| Bouaye                     | 44018      | Loire-Atlantique | Boscéens               | 13,83            | 8 281 (2022)                      | 599                | modifier les données · modifier les données |
| Bouchemaine                | 49035      | Maine-et-Loire   | Bouchemainois          | 19,81            | 6 635 (2022)                      | 335                | modifier les données · modifier les données |
| Bouguenais                 | 44020      | Loire-Atlantique | Bouguenaisiens         | 31,50            | 20 590 (2022)                     | 654                | modifier les données · modifier les données |
| Bourgbarré                 | 35032      | Ille-et-Vilaine  | Bourgbarréens          | 14,20            | 4 692 (2022)                      | 330                | modifier les données · modifier les données |
| Brains                     | 44024      | Loire-Atlantique | Brennois               | 15,31            | 2 760 (2022)                      | 180                | modifier les données · modifier les données |
| Brécé                      | 35039      | Ille-et-Vilaine  | Brécéens               | 7,16             | 2 185 (2022)                      | 305                | modifier les données · modifier les données |
| Brest                      | 29019      | Finistère        | Brestois               | 49,51            | 140 993 (2022)                    | 2 848              | modifier les données · modifier les données |
| Briollay                   | 49048      | Maine-et-Loire   | Briollaytains          | 14,28            | 3 193 (2022)                      | 224                | modifier les données · modifier les données |
| Bruz                       | 35047      | Ille-et-Vilaine  | Bruzois                | 29,95            | 19 667 (2022)                     | 657                | modifier les données · modifier les données |
| Cantenay-Épinard           | 49055      | Maine-et-Loire   | Cantenaysiens          | 16,10            | 2 397 (2022)                      | 149                | modifier les données · modifier les données |
| Carquefou                  | 44026      | Loire-Atlantique | Carquefoliens          | 43,42            | 20 535 (2022)                     | 473                | modifier les données · modifier les données |
| Cesson-Sévigné             | 35051      | Ille-et-Vilaine  | Cessonnais             | 32,14            | 18 076 (2022)                     | 562                | modifier les données · modifier les données |
| Chantepie                  | 35055      | Ille-et-Vilaine  | Cantepiens             | 11,98            | 10 378 (2022)                     | 866                | modifier les données · modifier les données |
| La Chapelle-Chaussée       | 35058      | Ille-et-Vilaine  | Chapellois             | 14,76            | 1 299 (2022)                      | 88                 | modifier les données · modifier les données |
| La Chapelle-des-Fougeretz  | 35059      | Ille-et-Vilaine  | Chapellois             | 8,71             | 4 603 (2022)                      | 528                | modifier les données · modifier les données |
| La Chapelle-sur-Erdre      | 44035      | Loire-Atlantique | Chapelains             | 33,42            | 20 483 (2022)                     | 613                | modifier les données · modifier les données |
| La Chapelle-Thouarault     | 35065      | Ille-et-Vilaine  | Castel-Thouaraulins    | 7,64             | 2 266 (2022)                      | 297                | modifier les données · modifier les données |
| Chartres-de-Bretagne       | 35066      | Ille-et-Vilaine  | Chartrains             | 9,95             | 8 678 (2022)                      | 872                | modifier les données · modifier les données |
| Chavagne                   | 35076      | Ille-et-Vilaine  | Chavagnais             | 12,44            | 4 562 (2022)                      | 367                | modifier les données · modifier les données |
| Chevaigné                  | 35079      | Ille-et-Vilaine  | Chevaignéens           | 10,33            | 2 396 (2022)                      | 232                | modifier les données · modifier les données |
| Cintré                     | 35080      | Ille-et-Vilaine  | Cintréens              | 8,32             | 2 614 (2022)                      | 314                | modifier les données · modifier les données |
| Clayes                     | 35081      | Ille-et-Vilaine  | Clayens                | 4,28             | 941 (2022)                        | 220                | modifier les données · modifier les données |
| Corps-Nuds                 | 35088      | Ille-et-Vilaine  | Cornusiens             | 22,56            | 3 555 (2022)                      | 158                | modifier les données · modifier les données |
| Couëron                    | 44047      | Loire-Atlantique | Coueronnais            | 44,03            | 23 541 (2022)                     | 535                | modifier les données · modifier les données |
| Écouflant                  | 49129      | Maine-et-Loire   | Écouflantais           | 17,02            | 4 614 (2022)                      | 271                | modifier les données · modifier les données |
| Écuillé                    | 49130      | Maine-et-Loire   | Éculéens               | 12,55            | 661 (2022)                        | 53                 | modifier les données · modifier les données |
| Feneu                      | 49135      | Maine-et-Loire   | Fanouins               | 25,52            | 2 216 (2022)                      | 87                 | modifier les données · modifier les données |
| Gévezé                     | 35120      | Ille-et-Vilaine  | Gévezéens              | 27,54            | 5 987 (2022)                      | 217                | modifier les données · modifier les données |
| Gouesnou                   | 29061      | Finistère        | Gouesnousiens          | 12,08            | 6 412 (2022)                      | 531                | modifier les données · modifier les données |
| Guilers                    | 29069      | Finistère        | Guilériens             | 18,98            | 8 221 (2022)                      | 433                | modifier les données · modifier les données |
| Guipavas                   | 29075      | Finistère        | Guipavasiens           | 44,13            | 15 401 (2022)                     | 349                | modifier les données · modifier les données |
| Indre                      | 44074      | Loire-Atlantique | Indrais                | 4,72             | 4 172 (2022)                      | 884                | modifier les données · modifier les données |
| L'Hermitage                | 35131      | Ille-et-Vilaine  | Hermitageois           | 6,83             | 4 683 (2022)                      | 686                | modifier les données · modifier les données |
| Laillé                     | 35139      | Ille-et-Vilaine  | Lailléens              | 32,04            | 5 154 (2022)                      | 161                | modifier les données · modifier les données |
| Langan                     | 35144      | Ille-et-Vilaine  | Langanais              | 7,80             | 1 090 (2022)                      | 140                | modifier les données · modifier les données |
| Loire-Authion              | 49307      | Maine-et-Loire   | Loire-Authiens         | 113,66           | 16 588 (2022)                     | 146                | modifier les données · modifier les données |
| Longuenée-en-Anjou         | 49200      | Maine-et-Loire   | Longuenéens            | 53,50            | 6 453 (2022)                      | 121                | modifier les données · modifier les données |
| Mauves-sur-Loire           | 44094      | Loire-Atlantique | Malviens               | 14,75            | 3 393 (2022)                      | 230                | modifier les données · modifier les données |
| Miniac-sous-Bécherel       | 35180      | Ille-et-Vilaine  | Miniacois              | 13,55            | 788 (2022)                        | 58                 | modifier les données · modifier les données |
| La Montagne                | 44101      | Loire-Atlantique | Montagnards            | 3,64             | 6 523 (2022)                      | 1 792              | modifier les données · modifier les données |
| Montgermont                | 35189      | Ille-et-Vilaine  | Montgermontais         | 4,67             | 3 777 (2022)                      | 809                | modifier les données · modifier les données |
| Montreuil-Juigné           | 49214      | Maine-et-Loire   | Montreuillais          | 13,81            | 7 811 (2022)                      | 566                | modifier les données · modifier les données |
| Mordelles                  | 35196      | Ille-et-Vilaine  | Mordelais              | 29,76            | 7 831 (2022)                      | 263                | modifier les données · modifier les données |
| Mûrs-Erigné                | 49223      | Maine-et-Loire   | Erimûrois              | 17,29            | 6 172 (2022)                      | 357                | modifier les données · modifier les données |
| Nantes                     | 44109      | Loire-Atlantique | Nantais                | 65,19            | 325 070 (2022)                    | 4 987              | modifier les données · modifier les données |
| Nouvoitou                  | 35204      | Ille-et-Vilaine  | Nouvoitouciens         | 18,94            | 3 732 (2022)                      | 197                | modifier les données · modifier les données |
| Noyal-Châtillon-sur-Seiche | 35206      | Ille-et-Vilaine  | Castelnaudais          | 26,51            | 7 995 (2022)                      | 302                | modifier les données · modifier les données |
| Orgères                    | 35208      | Ille-et-Vilaine  | Orgérois               | 16,33            | 5 602 (2022)                      | 343                | modifier les données · modifier les données |
| Orvault                    | 44114      | Loire-Atlantique | Orvaltais              | 27,67            | 28 341 (2022)                     | 1 024              | modifier les données · modifier les données |
| Pacé                       | 35210      | Ille-et-Vilaine  | Pacéens                | 34,94            | 11 815 (2022)                     | 338                | modifier les données · modifier les données |
| Parthenay-de-Bretagne      | 35216      | Ille-et-Vilaine  | Parthenaisiens         | 4,80             | 1 802 (2022)                      | 375                | modifier les données · modifier les données |
| Le Pellerin                | 44120      | Loire-Atlantique | Pellerinais            | 30,65            | 5 335 (2022)                      | 174                | modifier les données · modifier les données |
| Le Plessis-Grammoire       | 49241      | Maine-et-Loire   | Plessiais              | 9,14             | 2 649 (2022)                      | 290                | modifier les données · modifier les données |
| Plougastel-Daoulas         | 29189      | Finistère        | Plougastels            | 46,83            | 13 431 (2022)                     | 287                | modifier les données · modifier les données |
| Plouzané                   | 29212      | Finistère        | Plouzanéens            | 33,14            | 13 437 (2022)                     | 405                | modifier les données · modifier les données |
| Pont-Péan                  | 35363      | Ille-et-Vilaine  | Pont-Péannais          | 8,76             | 4 289 (2022)                      | 490                | modifier les données · modifier les données |
| Les Ponts-de-Cé            | 49246      | Maine-et-Loire   | Ponts-de-Céais         | 19,55            | 12 863 (2022)                     | 658                | modifier les données · modifier les données |
| Le Relecq-Kerhuon          | 29235      | Finistère        | Relecquois ou Kerhorre | 6,43             | 11 837 (2022)                     | 1 841              | modifier les données · modifier les données |
| Rezé                       | 44143      | Loire-Atlantique | Rezéens                | 13,78            | 43 349 (2022)                     | 3 146              | modifier les données · modifier les données |
| Le Rheu                    | 35240      | Ille-et-Vilaine  | Rheusois               | 18,89            | 9 823 (2022)                      | 520                | modifier les données · modifier les données |
| Rives-du-Loir-en-Anjou     | 49377      | Maine-et-Loire   |                        | 47,23            | 5 642 (2022)                      | 119                | modifier les données · modifier les données |
| Romillé                    | 35245      | Ille-et-Vilaine  | Romilléens             | 28,67            | 4 154 (2022)                      | 145                | modifier les données · modifier les données |
| Saint-Aignan-Grandlieu     | 44150      | Loire-Atlantique | Aignanais              | 17,94            | 3 991 (2022)                      | 222                | modifier les données · modifier les données |
| Saint-Armel                | 35250      | Ille-et-Vilaine  | Armelois               | 7,75             | 2 344 (2022)                      | 302                | modifier les données · modifier les données |
| Saint-Barthélemy-d'Anjou   | 49267      | Maine-et-Loire   | Bartholoméens          | 14,58            | 9 496 (2022)                      | 651                | modifier les données · modifier les données |
| Saint-Clément-de-la-Place  | 49271      | Maine-et-Loire   | Clémentais             | 33,23            | 2 139 (2022)                      | 64                 | modifier les données · modifier les données |
| Saint-Erblon               | 35266      | Ille-et-Vilaine  | Saint-Erblonnais       | 10,93            | 3 615 (2022)                      | 331                | modifier les données · modifier les données |
| Saint-Gilles               | 35275      | Ille-et-Vilaine  | Saint-Gillois          | 20,72            | 5 489 (2022)                      | 265                | modifier les données · modifier les données |
| Saint-Grégoire             | 35278      | Ille-et-Vilaine  | Grégoriens             | 17,30            | 9 992 (2022)                      | 578                | modifier les données · modifier les données |
| Saint-Herblain             | 44162      | Loire-Atlantique | Herblinois             | 30,02            | 50 561 (2022)                     | 1 684              | modifier les données · modifier les données |
| Saint-Jacques-de-la-Lande  | 35281      | Ille-et-Vilaine  | Jacquolandins          | 11,83            | 13 593 (2022)                     | 1 149              | modifier les données · modifier les données |
| Saint-Jean-de-Boiseau      | 44166      | Loire-Atlantique | Boiséens               | 11,40            | 6 024 (2022)                      | 528                | modifier les données · modifier les données |
| Saint-Lambert-la-Potherie  | 49294      | Maine-et-Loire   | Lambertois             | 13,81            | 2 961 (2022)                      | 214                | modifier les données · modifier les données |
| Saint-Léger-de-Linières    | 49298      | Maine-et-Loire   |                        | 24,08            | 3 860 (2022)                      | 160                | modifier les données · modifier les données |
| Saint-Léger-les-Vignes     | 44171      | Loire-Atlantique | Légériens              | 6,49             | 2 114 (2022)                      | 326                | modifier les données · modifier les données |
| Saint-Martin-du-Fouilloux  | 49306      | Maine-et-Loire   | Foliosains             | 14,82            | 1 693 (2022)                      | 114                | modifier les données · modifier les données |
| Saint-Sébastien-sur-Loire  | 44190      | Loire-Atlantique | Sébastiennais          | 11,66            | 28 373 (2022)                     | 2 433              | modifier les données · modifier les données |
| Saint-Sulpice-la-Forêt     | 35315      | Ille-et-Vilaine  | Sulpiciens             | 6,72             | 1 557 (2022)                      | 232                | modifier les données · modifier les données |
| Sainte-Gemmes-sur-Loire    | 49278      | Maine-et-Loire   | Gemmois                | 14,83            | 3 617 (2022)                      | 244                | modifier les données · modifier les données |
| Sainte-Luce-sur-Loire      | 44172      | Loire-Atlantique | Lucéens                | 11,45            | 16 227 (2022)                     | 1 417              | modifier les données · modifier les données |
| Sarrigné                   | 49326      | Maine-et-Loire   | Sarrignéens            | 2,97             | 891 (2022)                        | 300                | modifier les données · modifier les données |
| Sautron                    | 44194      | Loire-Atlantique | Sautronnais            | 17,28            | 8 534 (2022)                      | 494                | modifier les données · modifier les données |
| Savennières                | 49329      | Maine-et-Loire   | Saponariens            | 21,01            | 1 351 (2022)                      | 64                 | modifier les données · modifier les données |
| Les Sorinières             | 44198      | Loire-Atlantique | Soriniérois            | 13,02            | 9 163 (2022)                      | 704                | modifier les données · modifier les données |
| Soulaines-sur-Aubance      | 49338      | Maine-et-Loire   | Soulainois             | 12,72            | 1 344 (2022)                      | 106                | modifier les données · modifier les données |
| Soulaire-et-Bourg          | 49339      | Maine-et-Loire   | Soleirébourgiens       | 18,08            | 1 477 (2022)                      | 82                 | modifier les données · modifier les données |
| Thorigné-Fouillard         | 35334      | Ille-et-Vilaine  | Thoréfolléens          | 13,58            | 8 631 (2022)                      | 636                | modifier les données · modifier les données |
| Thouaré-sur-Loire          | 44204      | Loire-Atlantique | Thouaréens             | 12,76            | 10 956 (2022)                     | 859                | modifier les données · modifier les données |
| Trélazé                    | 49353      | Maine-et-Loire   | Trélazéens             | 12,20            | 15 620 (2022)                     | 1 280              | modifier les données · modifier les données |
| Le Verger                  | 35351      | Ille-et-Vilaine  | Vergéens               | 6,96             | 1 404 (2022)                      | 202                | modifier les données · modifier les données |
| Vern-sur-Seiche            | 35352      | Ille-et-Vilaine  | Vernois                | 19,70            | 8 272 (2022)                      | 420                | modifier les données · modifier les données |
| Verrières-en-Anjou         | 49323      | Maine-et-Loire   | Verrois                | 24,83            | 7 946 (2022)                      | 320                | modifier les données · modifier les données |
| Vertou                     | 44215      | Loire-Atlantique | Vertaviens             | 35,68            | 26 048 (2022)                     | 730                | modifier les données · modifier les données |
| Vezin-le-Coquet            | 35353      | Ille-et-Vilaine  | Vezinois               | 7,86             | 6 441 (2022)                      | 819                | modifier les données · modifier les données |